# 先延ばし
先延ばし（さきのばし、英: procrastination）とは、ある期限までに達成しなければならない仕事をすることを避けることである。否定的な結果を招くかもしれないとわかっていながら、習慣的・意図的に物事を始めたり完了することを遅らせてしまうことを指す。これは人間の一般的な経験であり、日常の雑務や仕事の報告書や学業の課題の提出を遅らせることや、約束の時間に遅れること、恋人と話しづらいストレスの多いことについて持ち越すといった経験を含むものである。一般的には、生産性を阻害することからネガティブな特徴として認識されており、うつ病、自尊心の低下、罪悪感、不十分さと関連していることが多い。一方で、リスクやネガティブな結果をもたらす可能性のある特定の要求や、新しい情報を知る必要がある場合には、賢明な対応と考えることもできる。
現代の調査では95%の人が先延ばしをすることを認めており、また過去40年間で先延ばしが自身の性格特徴だと認める人が急増している。世界中で20%超えの人がこのカテゴリーに分類され、その半分はほぼ常に先延ばしをしていると考えられている。そして、先延ばしは、ほぼ万国共通で見られ古代から言及がなされていた。例えばキケロは先延ばしを「忌まわしきもの」と呼び、神学者のジョナサン・エドワーズは「未来の時間に頼ることの罪と愚かしさ」を非難する長い説教をしている。また、遅延報酬によるハトの行動パターンの研究から、先延ばしは人間に特有のものではなく、他のいくつかの動物でも観察される可能性があることが示唆されている。ハトの間で「先延ばし」の明確な証拠を見つけた実験があり、ハトは簡単だが速く行う必要のあることよりも、複雑だが遅く行ってもよいことを選択する傾向があることを示している。
先延ばしはその個人の性格とも関連しており、2004年に発表された勉学における先延ばしのメタ分析では、ビッグファイブ性格特性のうち誠実性が最も効果量が大きく、負に相関していた。また、先延ばしの遺伝率は46%であり中程度の遺伝性を有しており、衝動性と遺伝レベルでかなり共有している。2007年に発表されたメタ分析によると、先延ばしの強い一貫性のある予測因子は、タスク回避性、タスク遅延、自己効力感、衝動性、誠実性とそのファセットである達成努力、注意深さ、自制力、秩序性であり、他には双曲割引なども関連していた。

## 語源
ラテン語では''procrastinare''という言葉で表される。「pro-」は「前方へ」を意味し、「-crastinus」は「明日まで」から「次の日まで」ということを意味する。

## 広がり
1984年に発表されたバーモント大学の学術的な先延ばしに関する研究では、被験者の46％が論文を書くことを「常に」、「ほぼ常に」先延ばしにしていると報告し、約30％が試験勉強を先延ばしにしていると報告している（それぞれ28％と30％）。4分の1近くの被験者が、同じ課題について先延ばしにすることが問題であると報告している。しかし、論文を書くときには、65％もの人が「先延ばしを減らしたい」と回答しており、試験勉強では約62％、週の課題に取り組むときには約55％が「先延ばしをする」と回答している。
1992年の調査では、「調査対象となった学生の52％が、先延ばしに関する支援を中程度から高く必要としていると回答した」という結果が出ている。大学生の80～95％が先延ばしをしていると推定され、約75％が自分自身を先延ばしにしていると考えている。
2004年に行われた研究では、大学生の70％が自分自身を先延ばしにしていると回答しているが、1984年の研究では50％の学生が一貫して先延ばしにしており、それが生活の中で大きな問題であると考えていることがわかった。
大学生を対象とした研究では、先延ばしは、その課題を達成するために必要なスキルが不足していると考えられる課題よりも、不快な課題や課せられた課題の方が大きいことが示されている。
もう一つの関連性のあるポイントは、産業界における先延ばしである。『ロシアの心理学』に掲載された「近代的なロシアの工業企業の従業員の先延ばしに組織的、そして個人的な要因の影響」という研究、State of the Art誌に掲載された研究では、従業員の先延ばし癖に影響を与える多くの要因を特定するのに役立った。その中には、業績評価の強度、会社内での義務の重要性、管理職や上層部の決定に対する認識や意見などが含まれている。

## 学術的な先延ばしの行動基準
グレゴリー・シュロー、テレサ・ワドキンズ、ローリ・オラフソンは2007年に、学問的な先延ばしとして分類される行動のための3つの基準を提案した。3つの基準はそれぞれ、先延ばしは逆効果になる、先延ばしは必要ない、そして先延ばしで遅れているというものだった。スティールは、先延ばしを定義しようとするこれまでのすべての試みを見直し、2007年の研究で、先延ばしとは「遅れたことで不利益を被ることが予想されるにもかかわらず、意図した行動を自発的に遅らせること」であると結論づけている。サビーニとシルバーは、延期と不合理性が先延ばしの2つの重要な特徴であると主張している。タスクの進行を遅らせることは、遅延の背後に合理的な理由があれば、先延ばしとはみなされないと彼らは主張している。
先延ばしに関するメタ分析的研究と同様に、動機づけのいくつかのコア理論を統合したアプローチが、時間的動機づけ理論である。これは、先延ばしの主要な予測因子（期待、価値、衝動性）を数学的な方程式にまとめたものである。

## 心理的視点
快楽原則は先延ばしの原因である可能性がある。人はストレスの多い仕事を先延ばしにすることで否定的な感情を避けることを好むかもしれない。先延ばしにしたい目標の期限が近づくにつれて、彼らはより多くのストレスを感じており、したがって、このストレスを避けるために、より多くの先延ばしをすることを決定することがある。心理学者の中には、このような行動を、あらゆる物事や決断を開始したり完了したりすることに関連した不安に対処するためのメカニズムとして挙げている人もいる。ピアーズ・スティールは2010年に、不安が人を早く仕事を始めるのと同じように遅くに仕事を開始するように誘導する可能性が高く、先延ばしの研究の焦点は衝動性であるべきであると指摘している。つまり、不安が人を遅らせる原因となるのは、衝動性がある場合だけである。メタ分析によれば、先延ばしする人は未来に目を向けていない。非常に厳密な学術誌『Human Brain Mappings』によれば、タスクと結果の関連性が不十分な場合、人は先延ばしにする傾向があるという。

### 対処反応
先延ばしに否定的な対処反応は、タスク指向や問題解決に焦点を当てたものではなく、回避的・感情的なものになる傾向がある。感情的で回避的な対処は、意図した重要な個人目標を遅らせることに関連したストレスや認知的不協和を軽減するために採用される。この場合はすぐに楽しみを提供し、結果的に衝動的な先延ばしをする人にとっては、達成可能な目標が目の前にあることを発見した時点で非常に魅力的なものとなる。フロイトの防衛メカニズム、対処スタイル、セルフ・ハンディキャッピングに似た、いくつかの感情指向の戦略がある。
先延ばしの常習犯の対処反応には、以下のようなものがある。
- 回避：タスクが行われる場所や状況を避ける（例：大学院生が車で大学に行くのを避ける）
- 否定・矮小化：先延ばし行動は、実際には先延ばしにしているのではなく、回避したタスクよりも重要なタスクであるかのようなふりをしたり、やるべき本質的なタスクは今すぐには重要ではないというふりをしたりすること。
- 気晴らし：やるべきことが頭に浮かんでくることを妨げるために、他の行動に関与したり、没頭したりすること（例：熱心にゲームをすることやウェブを見ること）。被験者にとってすぐ得られる満足感は非常に敏感なものであり、自制心を超えて対処行動に没頭するようになる。
- 降順的な反事実性：自分の先延ばしした行動の結果を他の人の悪い状況と比較すること (例：「先延ばしして成績はB-を取ったけど、他の学生のように失敗しなかった」)
- 価値化：1つは他の何かをしていたはずなのに、その間に達成したものに満足すること。
- 非難：先延ばしにしているのは自分のコントロールを超えた他のせいだと合理化するような外部要因への妄想的な帰属(例: 「私は先延ばしはしていないが、この課題は厳しい」)
- あざ笑い：ユーモアを使って自分の先延ばしを正当化すること。人は、目標に向かって努力している人を批判したり嘲笑ったりするために、ドタバタした方法や口が滑るような方法を使う

タスクか問題解決の手段によって、先延ばしをする人の見通しから重荷が課される。そういった手段が追求されれば、 先延ばし常習犯がそのままである可能性は低い。しかし、そのような対策を追求するには、積極的に自分の行動や状況を変えて、先延ばしの再発を防ぎ、最小化することが必要である。
2006年には、神経症と先延ばしとの直接的な関連性はなく、どのような関係も完全に誠実性によって媒介されていることが示唆された。1982年には、非合理性が先延ばしの本質的な特徴であることが示唆されていた。「最後の瞬間まで物事を先延ばしにすることは、その瞬間だけで済むと信じる理由があれば、先延ばしにはならない」。スティールらは2001年に「行動は先延ばしにしなければならず、この先延ばしは貧弱で、不十分な、そして非効率な計画を表している」と説明している。

## 文化的視点
ホリー・マクレガーとアンドリュー・エリオット(2002)、クリストファー・ウォルターズ (2003)によると、学部生の一部の学生が学業を先延ばしにすることは、達成志向の4因子モデルの1因子であるパフォーマンス回避志向と相関があることが示されている。アンドリュー・エリオットとジュディス・ハラッキエヴィッチ(1996) によると、パフォーマンス回避志向の学生は、仲間との比較を気にする傾向があるという。こうした学生は、無能に見られたくなく、能力の欠如を示すことを避け、仲間の前で仕事のための能力の片鱗を取り入れたくないという考えがあり、先延ばしをする。
グレゴリー・アリーフ・リエムとヨウヤン・ニー (2008)は、文化的特性はほとんどの学生の文化的価値観や信念と密接に一致しているため、達成志向に直接影響を与えることが示されていることを発見した。ソーニャ・デッカーとロナルド・フィッシャーの13の異なる社会を対象としたメタ分析（2008年）では、西欧文化圏の学生は、個人の達成に対するインセンティブ価値の程度が西欧文化の価値観を強く反映しているため、完成アプローチ志向により動機づけられる傾向があることが明らかになった。対照的に、東洋文化圏の学生の多くは、パフォーマンス回避志向であることがわかった。彼らはしばしば、仲間の前にいるときに示される自分の能力の肯定的なイメージを維持するための努力をしている。また、ヘイゼル・ローズ・マーカスと北山忍（1991）は、非西洋文化圏では、成果で目立つことよりも、様々な対人関係の中で自分に関係のあるものに溶け込もうとする傾向があることを示している。
文化的な観点から見ると、西洋文化圏の学生とそうでない文化圏の学生では、学業を先延ばしにする傾向が見られるが、その理由は異なる。西洋文化圏の学生は、過去にやったことよりも悪いことをしないようにするために、あるいは学習すべきことを十分に学べなかったことを避けるために先延ばしにする傾向があるのに対し、非西洋文化圏の学生は、無能だと思われないようにするために、あるいは仲間の前で能力の欠如を示すことを避けるために先延ばしにする傾向がある。また、時間管理に対する文化的な考え方の違いが、先延ばしにどのような影響を与えるかを考えることも重要である。例えば、多能動的な時間観を持つ文化では、仕事を終わらせる前に正確に仕事を終わらせることを重視する傾向がある。また、時間を直線的にとらえる文化では、タスクに一定の時間を指定して、割り当てられた時間が経過した時点で止めてしまう傾向がある。
スシラ・ナイルズ（1998）によるオーストラリア（西洋）の学生とスリランカ（東洋）の学生を対象とした研究では、このような違いが確認されており、オーストラリアの学生はより個人的な目標を追求することが多いのに対し、スリランカの学生はより協調的で社会的な目標を求めることが多いことが明らかになっている。楊國樞と余安邦 (1987, 1988, 1990)による複数の研究では、ほとんどの中国人学生と日本人学生の個人的な達成度は、個人的な達成度ではなく、家族のネットワークに対する義務と責任の達成度で測られることが示されている。また、多くの非西洋文化において、集団主義と儒教主義は、家族単位と共同体における協力を重視するため、達成のための非常に強い動機付け要因であることを示している。これらの文化的価値観に導かれて、個人は自分の達成志向の要因を区別する圧力の程度を直感的に感じると考えられている。

## 健康の視点
ある程度、先延ばしにするのは普通のことであり、（ほとんどの人にとって）本当に大切な仕事を先延ばしにする傾向は低いため、先延ばしは仕事と仕事の間の優先順位をつけるのに有効な方法と考えることができる。一方で、過度の先延ばしは問題となり、正常な機能を阻害することがある。この事態になると、先延ばしは、健康問題、ストレス、不安、罪悪感や危機感だけでなく、個人の生産性の損失や、責任や約束を果たさないことに対する社会的な嫌悪感につながることがわかっている。こうした感情が一緒になって、さらに先延ばしを促進する可能性があり、一部の人にとっては、先延ばしはほとんど慢性化している。そうした先延ばしの常習犯は、先延ばしそのものだけでなく、社会的な汚名や、仕事への執着が怠惰、意志力の欠如、低い野心によって引き起こされると考えるために、サポートを求めることが困難である可能性がある。場合によっては、問題のある先延ばしが何らかの基礎的な心理的障害の兆候である場合もあるが、必ずしもそうとは限らない。
先延ばしの生理学的なルーツに関する研究では、衝動制御、注意、計画などの実行脳機能を司る前頭前野の役割が注目されてきた。このことは、先延ばしがこれらの機能と強く関係している、あるいはその欠如と関係しているという考え方と一致している。前頭前野はフィルターとしても機能し、他の脳領域からの気が散る刺激を減少させる。この領域が損傷したり低い活性状態になると、気晴らしを避ける能力を低下させ、その結果、組織性の低下、注意力の低下、先延ばしの増加を招く。これは、前頭前野が一般的に活性化されていないADHDにおける前頭前野の役割と似ている。
2014年米国の研究では、父子家庭と一卵性双生児のペアで先延ばしと衝動性を調査し、両方の形質は「中等度の遺伝性」（先延ばしの遺伝率は46%で、衝動性の遺伝率は49%）であることが判明した。この2つの形質は遺伝レベルでは分離できず（rgenetic=1.0）、どちらかの形質だけでは特異的な遺伝的影響は認められなかった。著者らは、先延ばしは衝動性の副産物として生じるという進化論的仮説から生まれた3つの構成要素を確認した。「(a)先延ばしには遺伝性があること、(b)2つの形質はかなりの遺伝的変異を共有していること、(c)目標管理能力はこの共有された変異の重要な構成要素であること」である。

## 管理
心理学者のウィリアム・J・ナウスは、大学生の90％以上が先延ばしをしていると推定している。こうした学生のうち、25%は慢性的に先延ばしにしており、典型的には高等教育を放棄している（大学中退者）。
達成不可能な目標（完璧さ）を追求すると、通常は失敗に終わるため、完璧主義は先延ばしの主な原因となる。非現実的な期待は自尊心を破壊し、自己否認、自己侮辱、不幸につながる。先延ばしを克服するには、自身を非難せずに失敗の力を認識して受け入れることが不可欠である。
先延ばしを減らす行動・習慣
- 先延ばしにつながる習慣や思考への気づき。
- 恐怖、不安、集中力の欠如、時間管理の不備、優柔不断、完璧主義などの自堕落な問題に対して助けを求める。
- 個人的な目標、強み、弱み、優先順位といったことに対する公正な評価。
- 現実的な目標と、タスクと具体的で意味のある目標との間の個人的なポジティブなつながり[29]。
- 毎日の活動の構造化および組織[29]。
- 新たに得た視点のために自分の環境を修正すること：騒音や気晴らしを排除するか、または最小化すること、関連する事柄に努力を投資すること、そして白昼夢をやめること[29]。
- 優先順位を決めるために自分を鍛える[29]。
- 楽しい活動、社交、建設的な趣味を持つことでモチベーションを高める。
- 一度にすべての問題に挑戦して脅迫の危険を冒すのではなく、時間の小さなブロックに分けてで問題にアプローチする。
- 再発を防ぐためには、必要に応じて事前に設定した目標を強化し、達成されたタスクのためにバランスのとれた方法で自分自身に報酬を与える。

厳格なスケジュール形式でタスクを完了するための計画を立てることは、すべての人に有効とは限らない。そうしたことが逆効果であることがわかった場合には、そのようなプロセスに従うのに必要になる厳格なルールはない。スケジュールを組むのではなく、必要な活動だけに時間を割いた柔軟で非構造的なスケジュールでタスクを実行した方が良い可能性がある。
ピアーズ・スチールは、自分の「パワーアワー」（「朝型人間」や「夜型人間」であること）を意識して使うことを含め、より良い時間管理が先延ばしを克服する鍵であることを示唆している。良いアプローチは、最も挑戦的で生産的な仕事に最も適した体内の概日リズムを創造的に利用することである。スティールは、現実的な目標を持ち、一度に一つの問題に取り組み、「小さな成功」を大切にすることが不可欠であると述べている。ブライアン・オレアリーは、「ワークライフバランスを見つけることは...実際には、より生産的になる方法を見つけるのに役立つかもしれない」と支持し、余暇の活動をモチベーションとして捧げることで、タスクを処理する際の効率を高めることができることを示唆している。先延ばしは生涯の特徴ではない。心配しやすい人は手放すことを学ぶことができ、先延ばしにしている人は、集中して衝動を避けるためのさまざまな方法や戦略を見つけることができる。
「構造化された先延ばし」と題するエッセイを執筆した哲学者のジョン・ペリーは彼自身の先延ばしの習慣を熟考した後、先延ばしに取り組むためのより安全なアプローチとして「チート」方法を提案する。それはピラミッドスキームを使用して、準優先順位の順序で完了するために必要な不愉快なタスクを強化するものである。

## 深刻な悪影響
人によっては、先延ばしをすると日常生活が途方もなく乱れてしまうことがある。このような人にとって、先延ばしは精神的な障害の症状である可能性がある。先延ばしは、うつ病、非合理的な行動、低い自尊心、不安、ADHDなどの神経疾患など、多くの否定的な要因と関連している。他にも、罪悪感やストレスとの関連性も発見されている。したがって、先延ばしが慢性化し、衰弱していると思われる人は、訓練を受けたセラピストや精神科医に相談して、根本的な精神衛生上の問題があるかどうかを調べることが重要になる。
期限が遠いときには、先延ばしをしている人は、先延ばしをしていない人に比べて、ストレスや身体的な病気が有意に少なくなると報告している。しかし、期限が近づくと、この関係は逆転する。先延ばしにしている人は、より多くのストレス、より多くの体調不良の症状、より多くの医療機関への受診を報告し、全体として、先延ばしにしている人の方がより多くのストレスと健康問題に悩まされているということになる。また、先延ばしは完璧主義やノイローゼを増加させ、一方で誠実性や楽観主義を減少させる作用も確認されている。

## 相関
先延ばしは、仕事への欲求から自尊心の低下、抑うつへの不安まで、認知、感情、行動の関係が複雑に組み合わさっていることに関係している。ある研究によると、先延ばしをする人は、先延ばしをしない人に比べて、未来志向的ではない。この結果は現在の快楽主義的展望と関連していると仮定された。代わりに、先延ばしは運命論的で絶望的な人生観から予測できることがわかった。
先延ばしと夜型の間には相関関係があり、後に睡眠と覚醒のパターンがある人ほど先延ばしにする傾向があった。朝型は寿命を増加し、先延ばしは年齢とともに減少することが示されている。

### 完璧主義
伝統的に、先延ばしは完璧主義と関連している。すなわち、結果や自分の能力を否定的に評価する傾向、他者による自分の能力の評価に対する強い恐怖や回避、社会的な自意識や不安の高まり、再発性の気分低下、そして「仕事中毒」に関係している。しかし、順応的完全主義者、自我親和的完全主義は非完全主義者よりも先延ばしする可能性が低く、一方、完全主義を問題と見なした不適応な完全主義者、自我異和的完全主義は高レベルの先延ばしと不安を持っていた。スティールの2007年の回帰分析では、軽度から中等度の完璧主義者は他の人よりも少し先延ばしをしにくく、「臨床カウンセリングも求めていた完璧主義者は例外である」ことが判明した。

### 学業
教育科学の教授であるハティス・オダチによると、多くの大学生がインターネットを使用する際の効率的な時間管理のスキルを欠いていることもあり、学業の先延ばしは大学時代の重大な問題であるという。また、ほとんどの大学は、一部の学生が通常は慣れていない、無料で高速な24時間のインターネットサービスを提供しており、無責任な利用やファイアウォールを欠けている結果として、こうした学生は注意散漫になり、その結果、先延ばしになってしまうと、オダチは指摘する。
「学生症候群」とは、締め切り直前になって初めて、課題に没頭し始める現象のことを指す。これは、個々のタスク期間の見積もりに組み込まれたバッファーの有用性を否定している。2002年の研究結果によると、多くの学生が先延ばしを意識していて、タスクの締め切り日よりもずっと前に締め切りを設定していることがわかった。こうした自己強制の拘束期限は、拘束期限がない場合よりもパフォーマンスが優れているが、パフォーマンスは等間隔の外部拘束期限に最適である。最後に、学生は自分で決めた締め切りを最適に設定することが困難であり、その結果は、結果の期限日の前に間隔がないことを示唆している。ある実験では、オンライン演習への参加は、演習が利用可能であった最初の三週間の合計よりも締切前の最後の週で5倍高いことが分かった。期限前の最終週には、ほとんどのタスクを先延ばしにしてしまう。
生徒が先延ばしにする他の理由としては、失敗や成功への恐れ、完璧主義的な期待、仕事など学校の仕事よりも優先される正当な活動などが挙げられる。
先延ばしをする人は、先延ばしをしない人よりも成績が悪いことが分かっている。タイスら(1997)は、期末試験の得点のばらつきの1/3以上が、先延ばしに起因する可能性があると報告している。先延ばしと学業成績の間の負の相関は、繰り返して見られ、一貫している。この研究に見られた先延ばしをする学生たちは学業成績が悪かっただけでなく、高いレベルのストレスと不健康さも報告された。ハウエルら(2006)は、広く用いられている2つの先延ばし尺度のスコアは、課題に与えられた成績と有意な関連はなかったが、評価自体に関する先延ばしの自己報告尺度は、成績と負の関連があることを見出した。
2005年に、アンジェラ・チュウとチェ・ジンナムによって行われ、Journal of Social Psychology誌に発表された研究は、エリスとナウスの1977年の研究の中で、先延ばしをする人のタスクパフォーマンスを理解することを目的としたものである。この研究によると、先延ばしには2つのタイプがあることが確認された。1つは積極的な先延ばしで 「積極的な先延ばし」 と呼ばれた。この積極的な先延ばしをする人物は、受動的な先延ばしをする人物よりも、より現実的な時間の認識を有し、より多くの時間の制御を認識することが観察された。これは、2つのタイプ間の主要な差別化要因と考えられる。この観察のために、積極的な先延ばしをする人は、時間の使用においてより良い目的意識を持ち、効率的な時間構造化挙動を有しているので、先延ばしをしない人によく似ている。しかし驚くべきことに、積極的な先延ばしをする人と消極的な先延ばしをする人では、学業成績は同程度であった。本研究の集団は大学生で、サンプルサイズの大部分は女性とアジア系であった。そしてこの研究では慢性病理学的先延ばしの人物との比較は避けられた。
観察されたものと自己申告による先延ばしを比較すると、異なる所見が現れる。スティールらはシルバーとサビニの「不合理」と「延期」の基準に基づいて独自の尺度を構築した。彼らはまた、この行動を客観的に測定しようとした。授業の間、生徒は自分のペースで試験問題の演習のコンピュータ演習を完了することができ、監督された授業の間、章の小テストも完了することができた。各章の問題が終了した時間の加重平均によって、観察された先延ばしの尺度は形成されたが、観察された不合理性は、完了しなかった練習問題の数で定量化された。研究者らは、観察された先延ばしと自己申告による先延ばしの間には中程度の相関しかないことを発見した(r=0.35)。完了した問題の数と延期の尺度の間には非常に強い逆相関があった(r=−0.78)。観察された先延ばしは、自己申告の先延ばし(r=−0.87)と同様に、成績と非常に強く負に相関した(それほどではないが、r=−0.36)。このように、自己申告による先延ばしの尺度は、多くの文献が基礎としているものであり、すべての場合に用いるのに最も適切な尺度ではない可能性がある。また、先延ばし自体が成績不良に大きく寄与していない可能性もあることがわかった。スティールたちは、練習問題のすべてを完了した学生は「どんなに遅れても、期末試験で良い成績を収める傾向があった」と述べている。
先延ばしは、一般の人々よりも学生の間でかなり広がっており、70%以上の学生が、ある時点で課題を先延ばしにしていると報告している。ドイツで2014年に行われた数千人の大学生を対象としたパネル調査によると、学業を先延ばしにする傾向が強まると、次のような7種類の学術的不正行為が頻繁に行われるようになる。すなわち、不正な言い訳を使う、剽窃する、試験でカンニングをする、試験で禁じられた手段を使う、宿題の一部を他人からコピーする、データの捏造や改ざん、その他さまざまな学術的不正行為である。この研究では、学術的不正行為は、パフォーマンス障害のような学術的先送りの負の結果に対処するための手段と見なすことができることを主張している。

### 先延ばし
- Steel, Piers (2010). The Procrastination Equation: How to Stop Putting Things Off and Start Getting Stuff  Done. New York: HarperCollins. ISBN 978-0061703621
- “The 9 Reasons People Procrastinate with Social Media”. 2020年3月23日閲覧。
- Jane B. Burka; Lenora M. Yuen (2008). Procrastination: Why You Do It, What to Do About It Now. Da Capo Lifelong Books. pp. 336. ISBN 978-0738211701
- We're Sorry This Is Late ... We Really Meant To Post It Sooner: Research Into Procrastination Shows Surprising Findings; Gregory Harris; ScienceDaily.com; Jan. 10, 2007 (their source)
- Why We Procrastinate And How To Stop; ScienceDaily.com; Jan. 12, 2009
- Perry, John (2012). The Art of Procrastination: A Guide to Effective Dawdling, Lollygagging and Postponing. New York: Workman. ISBN 978-0761171676
- Urban, Tim (2013). Why Procrastinators Procrastinate. waitbutwhy.com

### インパルス制御
- Look Before You Leap: New Study Examines Self-Control; ScienceDaily.com; June 2, 2008

### 動機
- Steel, Piers; König, Cornelius J (2006). “Integrating Theories of Motivation”. Academy of Management Review 31 (4):  889–913. doi:10.5465/amr.2006.22527462.  オリジナルの2012-04-17時点におけるアーカイブ。.